# 卡庞达卡诺阿
卡庞达卡诺阿是巴西南大河州的一个市镇。总面积97.096平方公里，总人口36929人，人口密度380.3人/平方公里。